# BiG TV (Indonésie)
BiG TV est une station de télévision par abonnement, inaugurée le 9 septembre 2013, exploitée par Indonesia Media Television et est une filiale de Lippo Group.